# Ellie Goulding
Elena Jane "Ellie" Goulding (Hereford, 30 de dezembro de 1986) é uma cantora e compositora britânica que chegou à fama depois de alcançar o topo do "BBC Sound of 2010" e ganhar o Critics Choice Award no BRIT Awards 2010. No final de 2009 assinou com a Polydor Records, e depois disso lançou seu primeiro EP intitulado An Introduction to Ellie Goulding. Em 2010 lançou seu primeiro álbum, Lights. O álbum foi relançado ainda em 2010, sob o título Bright Lights. Em 2012 lançou um novo álbum de estúdio, Halcyon. O terceiro álbum de estúdio, Delirium, foi lançado em 6 de novembro de 2015. O seu quarto álbum de estúdio, Brightest Blue, foi lançado no dia 17 julho de 2020.

## Biografia
Nascida em Hereford, na Inglaterra, em dia 30 de dezembro de 1986, filha de Arthur e Tracey Goulding. Ellie é a segunda de quatro filhos. Foi educada na Lady Hawkins School em Kington, Herefordshire e Sixth Form College Hereford, antes de passar para a Universidade de Kent, onde foi a aconselhada a tirar um ano de intervalo para poder exercer seu talento. Ellie começou a tocar clarinete e guitarra e escrever suas próprias músicas de amor. Enquanto frequentava a Universidade de Kent para estudar dramaturgia, e era exposta a música eletrônica, ela desenvolveu seu som, inicialmente, com a ajuda de Frankmusik na música "Wish I Stayed", e, posteriormente, com Starsmith, que se tornou seu colaborador chefe e principal produtor de seu primeiro álbum, Lights. Isto resultou em sua saída da universidade após dois anos de estudo, e um de intervalo com seus tutores, se mudou para West London.

## Carreira

### Início
Assinou contrato com a Polydor Records em setembro de 2009, seu primeiro single "Under the Sheets" foi lançado pelo selo independente Neon Gold Records, em vez da Polydor, para que Ellie não fosse colocada sobre muita pressão. Estreou na BBC Radio 1 no dia 30 de setembro, e desde então ganhou muito airplay. O single foi lançado digitalmente no Reino Unido no dia 15 de novembro, e chegou ao número 53 na UK Singles Chart. Antes, em outubro, Goulding já havia visitado o Reino Unido com Little Boots (cantora). Em 30 de outubro de 2009, apresentou as canções "Under the Sheets" e "Guns and Horses" como convidada no 'Later... with Jools Holland'. "Wish I Stayed" foi o single da semana na iTunes Store UK de 22 a 28 dezembro. Ellie providenciou os vocais da versão remix de Starsmith da canção "Sleepyhead", da banda americana Passion Pit.

### 2009—2012:LightseBright Lights

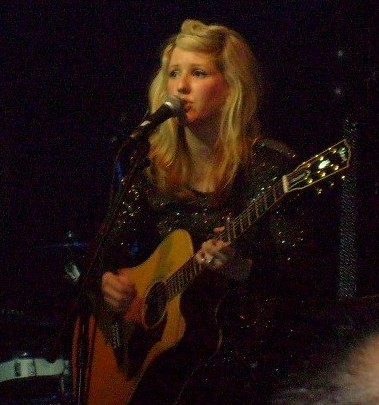
Goulding apresentando-se em 2009

Ellie se apresentou em Amsterdã em 2010. Antes do lançamento de seu álbum de estreia, foi anunciado que Ellie alcançou o topo da 'BBC Sound of 2010', pesquisa que mostra a opinião dos críticos, etc., sobre as principais opções para astros e artista que farão sucesso no próximo ano. Ela também ganhou o Critics 'Choice Awards em 2010 no BRIT Awards, o que fez dela a segunda artista a ganhar tanto a enquete, quanto o Critics 'Choice.
O primeiro álbum de Goulding, Lights, foi lançado pela Polydor em 1 de março de 2010, precedido pelo segundo single "Starry Eyed" que foi lançado em 22 de fevereiro de 2010 e chegou a número quatro na UK Singles Chart. Na maioria do álbum, Goulding trabalhou com o produtor inglês Starsmith. Chegou a número um na UK Albums Chart e número doze na Irish Albums Chart em março de 2010. "Guns and Horses" foi lançada como terceiro single do álbum em 17 de maio, chegando ao número 26 na parada do Reino Unido. Lançada no dia 9 de agosto, "The Writer" seguiu como quarto single do álbum, atingindo a posição dezenove no Reino Unido. Juntamente com o lançamento de seu álbum de estreia, Goulding coescreveu uma música com George Astasio, Gabriella Cilmi, Jason e Pebworth Shave Jon Shave, para o segundo álbum da Cilmi, Ten, intitulada "Love Me Cos You Want To". Ela também coescreveu três canções para o álbum de estreia de Diana Vickers, "Songs from the Tainted Cherry Tree", intituladas "Remake Me + You", "Notice" e "Jumping Into Rivers" (todos as três coescritas com Vickers e Guy Sigsworth). Goulding estava embarcando na sua tour (Lights Tour) no Reino Unido, acompanhada pelo Primary 1. A cantora também acompanhou John Mayer em sua turnê britânica em maio de 2010.

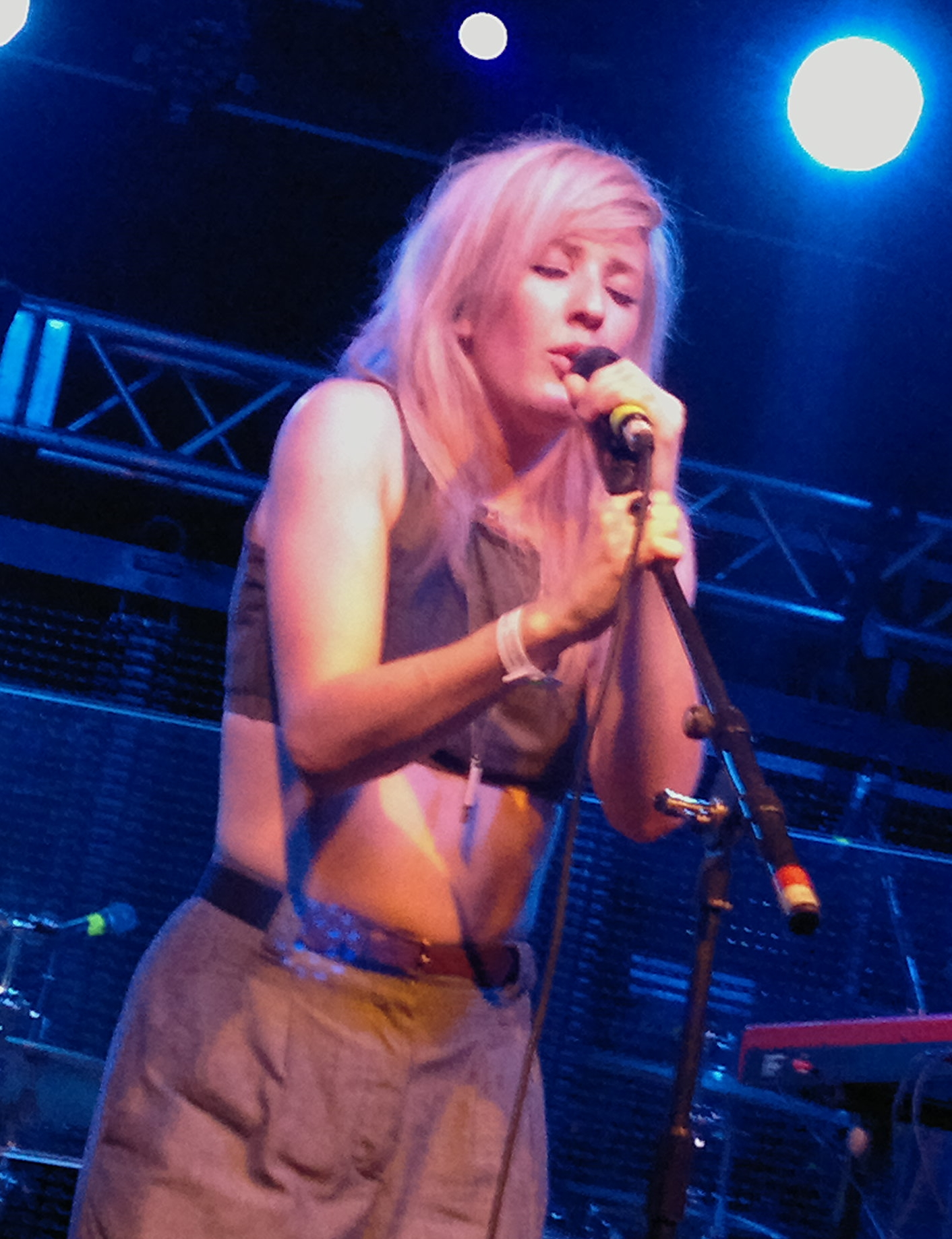
Goulding no Nokia World de 2010

Além de se apresentar na 40ª edição do Glastonbury Festival, no dia 25 de junho, a cantora também se apresentou em diversos outros festivais de música em todo o Reino Unido, incluindo o V Festival de 2010 e o Bestival. Uma faixa de Lights, "Everytime You Go", foi tocada na série americana The Vampire Diaries. A canção foi apresentada na primeira temporada, episódio vinte e dois, intitulado "Founder's Day". A música "Your Biggest Mistake" foi usada em um episódio de "The Inbetweeners". A música Starry Eyed foi tocada na série norte-americana Awkward.. Goulding escreveu algumas letras para o álbum de Tinie Tempah, "Disc-Overy", e depois cantou alguns vocais de apoio na canção. Ficou conhecida como blond queen (rainha loira).
Em 29 de novembro de 2010, Goulding relançou seu álbum de estreia, Lights, sob o título Bright Lights. A primeira canção de trabalho do relançamento foi uma regravação do clássico de 1970 do cantor Elton John, "Your Song", que foi lançada em 12 de novembro de 2010. A canção atingiu número dois na UK Singles Chart, sendo a mais bem colocada da cantora. Em janeiro de 2011, a cantora pop britânica entra com o pé direito na nova década ao retornar extremamente elegante e iluminada no vídeo oficial da faixa título de seu primeiro álbum, "Lights". No vídeo musical, com quase quatro minutos de duração, a inglesa dança em cenários psicodélicos e toca instrumentos de luz. No começo de abril, Goulding iniciou a divulgação de seu álbum na América, se apresentando em programas como Saturday Night Live e Jimmy Kimmel Live.
Quase um ano após o lançamento do single, Ellie divulgou Lights no The Ellen DeGeneres Show, o que fez da música um sucesso nas rádios americanas. Até o momento, a posição mais alta de "Lights" nos Estados Unidos foi a 2ª posição na Hot 100 da Billboard. Além disso, a canção alcançou as primeiras colocações nos charts Pop Songs, Radio Songs e On-Demand Songs.

### 2012—2014:HalcyoneHalcyon Days
No dia 8 de outubro, seu segundo álbum de estúdio, Halcyon, foi lançado no Reino Unido, sendo lançado no dia 9 para os americanos. Antes da estreia, foi lançando o clipe da canção "Hanging On" (cover da banda Active Child) que contou com participação do rapper Tinie Tempah, servindo como divulgação do CD. A canção "I Know You Care" foi incluída no longa Now Is Good (2012) e também ganhou clipe, junto com imagens do filme. Em 17 de agosto de 2012, foi lançada "Anything Could Happen", primeiro single oficial do CD, composta por Ellie e Jim Eliot, alcançando o 1º lugar em sua melhor posição no Hot Dance Club Songs da Billboard, a música foi apresentada em vários programas, ganhando inclusive covers no programa The X Factor USA e na série Glee. Ellie fez parte da trilha sonora do filme The Twilight Saga: Breaking Dawn – Part 2 (2912), com a canção "Bittersweet", da trilha sonora de The Hunger Games: Catching Fire (2013), com a canção "Mirror", e da trilha sonora do filme Divergente (2014), com as canções "Beating Heart", "Hanging On", e "Dead In The Water". Em 2013 e 2014 Ellie fez duas parcerias musicais com o DJ escocês Calvin Harris, que foram lançadas no quarto álbum de estúdio dele, Motion, e com a rapper Iggy Azalea na canção "Heavy Crown", presente no filme Kingsman: The Secret Service (2015). Esteve também presente na trilha sonora do filme Fifty Shades of Grey (2015), com a canção "Love Me Like You Do".

### 2015—presente:Delirium

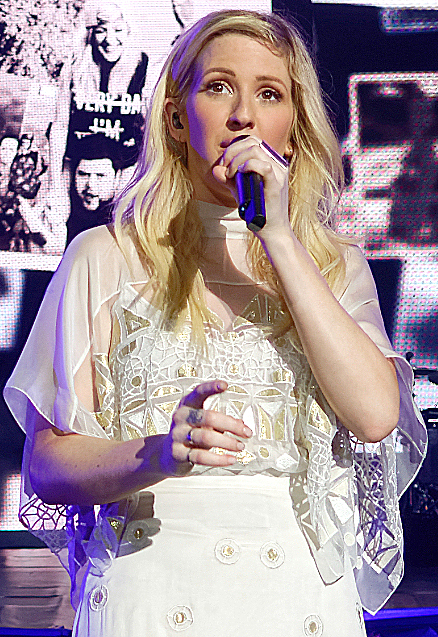
Goulding apresenta-se no Staples Center em Los Angeles, Califórnia em abril de 2016

Em setembro de 2015, Goulding anunciou o lançamento de seu terceiro álbum de estúdio Delirium. Seu lançamento ocorreu no dia 6 de novembro de 2015, através da Polydor Records. “On My Mind”, o primeiro single do disco, foi disponibilizado para compra e stream em 17 de setembro anterior. A versão padrão do material contém a faixa "Love Me like You Do", originalmente lançada como single da trilha sonora do filme Fifty Shades of Grey (2015). Já a edição deluxe compreende "Outside", sua parceria com Calvin Harris, previamente escolhida como foco de promoção do disco Motion (2014) de Harris. A cantora emenda o lançamento do novo trabalho com uma turnê de arenas. Delirium foi um dos álbuns mais vendidos de 2015.
Em outubro de 2015, Goulding lançou  a canção Army segundo single so álbum. A faixa conta com os produtores Max Martin e Savan Kotecha, os mesmos de Love Me Like You Do.  O videoclipe foi divulgado apenas no mês de janeiro de 2016, sendo dedicado aos seus fãs e à sua melhor amiga Hannah. Ellie afirmou que “a música é sobre uma das suas melhores amigas" completando dizendo que “ao lado dela sente que pode enfrentar qualquer coisa”.
A terceira música de trabalho do disco é Something in the Way You Move lançada em novembro de 2015. O clipe foi lançado em fevereiro de 2016 com imagens de uma apresentação da cantora como prévia de sua turnê mundial recém lançada. A faixa foi escrita em parceria com Greg Kurstin.

## Vida pessoal
Em 2010 Ellie começou a namorar o DJ Greg James, da BBC Radio 1. Em seguida namorou o DJ e produtor Skrillex entre março e novembro de 2012. Depois disso também namorou o ator Jeremy Irvine. No ano de 2014 começou a namorar com Dougie Poynter, baixista da banda McFly, num relacionamento que durou até março de 2016. Em março de 2017 começou a namorar o negociador de arte Caspar Jopling, casando-se com ele em agosto de 2019. A separação do casal foi anunciada em fevereiro de 2024.

## Discografia
- Lights (2010)
- Halcyon (2012)
- Delirium (2015)
- Brightest Blue (2020)
- Higher Than Heaven (2023)